# Bârzava (Arad)
Bârzava (en hongrois : Berzova ou Marosborsa) est une commune du județ d'Arad, Roumanie qui compte 2 707 habitants.
La commune est composée de 8 villages : Bătuța, Bârzava, Căpruța, Dumbrăvița, Groșii Noi, Lalașinț, Monoroștia et Slatina de Mureș.